# Tetracja

Nieskończona wieża wykładnicza dla podstawy

Tetracja (znana też jako iterowane potęgowanie, superpotęgowanie, wieża wykładnicza lub hiper-4) – działanie dwuargumentowe będące wielokrotnym potęgowaniem elementu przez siebie.
Słowo tetracja wymyślił angielski matematyk Reuben Louis Goodstein łącząc tetra- (cztery) i iteracja. W praktyce tetracja jest używana do zapisu bardzo dużych liczb. Poniżej przedstawione są pierwsze cztery hiperoperatory:
1. dodawanie
{\displaystyle a+n=a+\underbrace {1+1+\ldots +1} _{n}}
{\displaystyle a} powiększone o {\displaystyle 1} {\displaystyle n} razy.
2. mnożenie
{\displaystyle a\cdot n=\underbrace {a+a+\ldots +a} _{n}}
{\displaystyle a} dodane do siebie {\displaystyle n} razy.
3. potęgowanie
{\displaystyle a^{n}=\underbrace {a\cdot a\cdot \ldots \cdot a} _{n}}
{\displaystyle a} pomnożone przez siebie {\displaystyle n} razy.
4. tetracja
{\displaystyle ^{n}a=\underbrace {a^{a^{\cdot ^{\cdot ^{a}}}}} _{n}}
{\displaystyle a} potęgowane przez siebie {\displaystyle n} razy.

gdzie każda operacja jest zdefiniowana przez iterowanie poprzedniej.
W odróżnieniu od pierwszych trzech działań dla tetracji nie ma uogólnienia wartości {\displaystyle n} na liczby wymierne (a tym bardziej na rzeczywiste).

## Definicja
Dla dowolnej dodatniej liczby rzeczywistej {\displaystyle a>0} i nieujemnej liczby całkowitej {\displaystyle n\geqslant 0} definiujemy {\displaystyle ^{n}a} jako:
{\displaystyle {^{n}a}={\begin{cases}1&{\mbox{ jeśli }}n=0\\a^{(^{n-1}a)}&{\mbox{ jeśli }}n>0\end{cases}}}

## Iterowane potęgowanie
Jak widać z definicji, kiedy wyliczamy tetrację wyrażoną jako „wieża potęgowania”, potęgowanie rozpoczyna się w najgłębszym poziomie (w zapisie na najwyższym poziomie). Innymi słowy:
{\displaystyle ^{4}2=2^{2^{2^{2}}}=2^{\left(2^{\left(2^{2}\right)}\right)}=2^{\left(2^{4}\right)}=2^{16}=65\,536.}
Należy pamiętać, że potęgowanie nie jest łączne, czyli obliczanie wyrażenia w odwrotnej kolejności prowadzi do innego wyniku:
{\displaystyle 2^{2^{2^{2}}}\neq \left({\left(2^{2}\right)}^{2}\right)^{2}=2^{2\cdot 2\cdot 2}=256.}
Z tego powodu wyrażenia te muszą być obliczane z góry do dołu (lub od prawej do lewej).

## Przykłady
W poniższej tabeli większość wartości jest zbyt duża, by je zapisać w notacji naukowej, zastosowano więc iterowany zapis wykładniczy, aby je wyrazić w podstawie 10. Wartości zawierające przecinek dziesiętny są przybliżone.
| {\displaystyle x} | {\displaystyle ^{2}x} | {\displaystyle ^{3}x}                     | {\displaystyle ^{4}x}                     | {\displaystyle ^{5}x}                     |
| ----------------- | --------------------- | ----------------------------------------- | ----------------------------------------- | ----------------------------------------- |
| 1                 | 1                     | 1                                         | 1                                         | 1                                         |
| 2                 | 4                     | 16                                        | 65 536                                    | {\displaystyle \exp _{10}^{2}(4{,}29509)} |
| 3                 | 27                    | 7 625 597 484 987                         | {\displaystyle \exp _{10}^{3}(1{,}09902)} | {\displaystyle \exp _{10}^{4}(1{,}09902)} |
| 4                 | 256                   | {\displaystyle \exp _{10}^{2}(2{,}18788)} | {\displaystyle \exp _{10}^{3}(2{,}18726)} | {\displaystyle \exp _{10}^{4}(2{,}18726)} |
| 5                 | 3125                  | {\displaystyle \exp _{10}^{2}(3{,}33931)} | {\displaystyle \exp _{10}^{3}(3{,}33928)} | {\displaystyle \exp _{10}^{4}(3{,}33928)} |
| 6                 | 46 656                | {\displaystyle \exp _{10}^{2}(4{,}55997)} | {\displaystyle \exp _{10}^{3}(4{,}55997)} | {\displaystyle \exp _{10}^{4}(4{,}55997)} |
| 7                 | 823 543               | {\displaystyle \exp _{10}^{2}(5{,}84259)} | {\displaystyle \exp _{10}^{3}(5{,}84259)} | {\displaystyle \exp _{10}^{4}(5{,}84259)} |
| 8                 | 16 777 216            | {\displaystyle \exp _{10}^{2}(7{,}18045)} | {\displaystyle \exp _{10}^{3}(7{,}18045)} | {\displaystyle \exp _{10}^{4}(7{,}18045)} |
| 9                 | 387 420 489           | {\displaystyle \exp _{10}^{2}(8{,}56784)} | {\displaystyle \exp _{10}^{3}(8{,}56784)} | {\displaystyle \exp _{10}^{4}(8{,}56784)} |
| 10                | 10 000 000 000        | {\displaystyle \exp _{10}^{3}(1)}         | {\displaystyle \exp _{10}^{4}(1)}         | {\displaystyle \exp _{10}^{5}(1)}         |

## Terminologia
Istnieje wiele określeń dla tetracji, z których każdy ma swoje logiczne uzasadnienie, lecz nie stały się powszechne z różnych powodów. Poniżej jest zestawienie każdego terminu z uzasadnieniem za i przeciw.
- Termin tetracja, wprowadzony przez Goodsteina w 1947 roku w publikacji Transfinite Ordinals in Recursive Number Theory[1] (uogólniające rekursywne reprezentacje podstawowe użyte w twierdzeniu Goodsteina do zastowania w wyższych operacjach), zdobył dominującą pozycję. Także termin ten spopularyzował Rudy Rucker w pracy Infinity and the Mind(inne języki).
- Termin superpotęgowanie został opublikowany przez Bromera w Superexponentiation w 1987[2]. Terminu tego używał wcześniej Ed Nelson w swojej książce Predicative Arithmetic, Princeton University Press, 1986.
- Termin hiperpotęgowanie[3] jest naturalnym złożeniem hiper i potęgowanie, który trafnie opisuje tetrację. Problem tkwi w znaczeniu hiper w odniesieniu do hierachii hiper operatorów. Rozważając hiper operatory, termin hiper odnosi się do wszystkich pozycji, a termin super odnosi się do pozycji 4 lub tetracji. Wobec tych rozważań hiperpotęgowanie jest mylące, gdyż odnosi się tylko do tetracji.
- Termin wieża wykładnicza[4] jest używany sporadycznie, w postaci „wieża wykładnicza rzędu {\displaystyle n}” dla {\displaystyle \underbrace {a^{a^{\cdot ^{\cdot ^{a}}}}} _{n}.}

Tetracja jest często mylona z blisko powiązanymi funkcjami i wyrażeniami. To dlatego, że wiele terminów przez nie używane, może być zastosowane w tetracji. Oto kilka powiązanych terminów:
| Forma                                                            | Terminologia                           |
| ---------------------------------------------------------------- | -------------------------------------- |
| {\displaystyle a^{a^{\cdot ^{\cdot ^{a^{a}}}}}}                  | Tetracja                               |
| {\displaystyle a^{a^{\cdot ^{\cdot ^{a^{x}}}}}}                  | Iterowana funkcja wykładnicza          |
| {\displaystyle a_{1}^{a_{2}^{\cdot ^{\cdot ^{a_{n}}}}}}          | Zagnieżdżone potęgowanie (także wieże) |
| {\displaystyle a_{1}^{a_{2}^{a_{3}^{\cdot ^{\cdot ^{\cdot }}}}}} | Nieskończone potęgowanie (także wieże) |
W pierwszym wyrażeniu {\displaystyle a} jest podstawą, a ilość pojawiania się {\displaystyle a} jest wysokością. W trzecim wyrażeniu, {\displaystyle n} jest wysokością, lecz każda podstawa jest inna.
Należy zachować ostrożność przy powoływaniu się na iterowane potęgowanie, jako że taka forma zapisu wyrażeń nie jest jednoznaczna.

## Notacja
Sposoby zapisu tetracji (niektóre z nich pozwalają nawet na wyższy poziom iteracji) obejmują:
| Nazwa                             | Forma                                                       | Opis |
| --------------------------------- | ----------------------------------------------------------- | --- |
| Zapis standardowy                 | {\displaystyle {}^{n}a}                                     | Używany przez Maurera [1901] i Goodsteina [1947]; Zapis spopularyzował Rudy Rucker w książce Infinity and the Mind(inne języki).                       |
| Notacja strzałkowa Knutha         | {\displaystyle a{\uparrow \uparrow }n}                      | Pozwala na rozszerzenie przez dodanie większej ilości strzałek lub, jeszcze silniej, indeksowanych strzałek.                                           |
| Zapis łańcuchowy strzałek Conwaya | {\displaystyle a\to n\to 2}                                 | Pozwala na rozszerzenie przez zwiększenie liczby 2 (odpowiednik rozszerzenia powyżej), lecz także jeszcze silniej, przez wydłużenie łańcucha strzałek. |
| Funkcja Ackermanna                | {\displaystyle {}^{n}2=\operatorname {A} (4,n-3)+3}         | Pozwala w szczególnym przypadku {\displaystyle a=2} na zapis z punktu widzenia funkcji Ackermanna.                                                     |
| Iterowany zapis wykładniczy       | {\displaystyle {}^{n}a=\exp _{a}^{n}(1)}                    | Pozwala na łatwe rozszerzenie do iterowanych potęg dla wartości początkowych innych niż 1.                                                             |
| Zapis Hooshmand[5]                | {\displaystyle \operatorname {uxp} _{a}n,\,a^{\frac {n}{}}} | |
| Zapis hiper operator              | {\displaystyle a^{(4)}n,\,\operatorname {hyper} _{4}(a,n)}  | Pozwala na rozszerzenie przez zwiększenie liczby 4; co daje rodziny hiper operacji.                                                                    |
| Zapis ASCII                       | a^^n                                                        | Ponieważ strzałka jest używana identycznie jak daszek (^), operator tetracji może zostać zapisany jako (^^).                                           |
Jeden z zapisów powyżej używa iterowanego zapisu wykładniczego, który w ogólności jest zdefiniowana następująco:
{\displaystyle \exp _{a}^{n}(x)=a^{a^{\cdot ^{\cdot ^{a^{x}}}}}} gdzie „{\displaystyle a}” występuje n razy.
Nie ma wielu zapisów dla iterowanego potęgowania, ale oto kilka z nich:
| Nazwa                    | Forma                                 | Opis |
| ------------------------ | ------------------------------------- | --- |
| Standardowy              | {\displaystyle \exp _{a}^{n}(x)}      | Euler stworzył zapis {\displaystyle \exp _{a}(x)=a^{x},} a iteracyjny zapis {\displaystyle f^{n}(x)} istnieje równie długo. |
| Zapis strzałkowy Knutha  | {\displaystyle (a{\uparrow })^{n}(x)} | Pozwala na superpotęgowanie i funkcje superwykładnicze przez zwiększanie liczby strzałek.                                   |
| Zapis Ioannis Galidakisa | {\displaystyle {}^{n}(a,x)}           | Pozwala na duże wyrażenia w podstawie[6].                                                                                   |
| ASCII (pomocnicze)       | a^^n@x                                | W oparciu o pogląd, że powtórzony wykładnik jest pomocniczą tetracją.                                                       |
| ASCII (standard)         | exp_a^n(x)                            | Na podstawie standardowego zapisu.                                                                                          |